# Лукьяново (Нижегородская область)
Лукьяново — село в Бутурлинском муниципальном округе Нижегородской области России.

## География
Село находится на юге центральной части Нижегородской области, в зоне хвойно-широколиственных лесов, на берегах одного из левых притоков реки Кетарши, на расстоянии приблизительно 13 километров (по прямой) к юго-юго-западу (SSW) от посёлка городского типа Бутурлино, административного центра района.
Климат
Климат характеризуется как умеренно континентальный, с относительно тёплым летом и холодной, продолжительной и малоснежной зимой. Среднегодовая температура — 3,2 °C. Средняя температура воздуха самого тёплого месяца (июля) — 18,8 °C (абсолютный максимум — 36 °C); самого холодного (января) — −12,4 °C (абсолютный минимум — −44 °C). Среднегодовое количество атмосферных осадков составляет 500—550 мм. Устойчивый снежный покров устанавливается, как правило, в третьей декаде ноября и держится в среднем 154 дня.

## История
Образовано в 1965 году путем объединения деревни Княж-Лукьяново и села Погибловка.

## Население
| 1999 | 2002 | 2010 |
| ---- | ---- | ---- |
| 170  | ↘139 | ↘110 |

Национальный состав
Согласно результатам переписи 2002 года, в национальной структуре населения русские составляли 96 %.